# チャーリーズ・エンジェル (2019年の映画)
『チャーリーズ・エンジェル』（Charlie's Angels）は、2019年のアメリカ合衆国のアクション映画。監督・脚本はエリザベス・バンクス、原案はエヴァン・スピリオトポウロス及びデヴィッド・オーバーン。映画『チャーリーズ・エンジェル』シリーズの3作目であり、アイヴァン・ゴッフとベン・ロバーツによるオリジナル版テレビシリーズと劇場映画前2作『チャーリーズ・エンジェル』（2000年）及び『チャーリーズ・エンジェル フルスロットル』（2003年）の続編である。
タイトルキャラクターはクリステン・スチュワート、ナオミ・スコット、エラ・バリンスカが演じ、2019年11月15日にソニー・ピクチャーズ・リリーシング配給で公開された。

## ストーリー
サビーナとジェーンは共にタウンゼント探偵社のスパイとして活動していた。2人はリオデジャネイロの犯罪組織に潜伏し、横領犯のジョニーを逮捕した。その後、ボスであるジョン・ボスレーは引退することになる。
1年後、エンジニアであるエレーナは、開発したエネルギー装置「カリスト」に不具合があるので公表したいと上司のフレミングに相談するが、却下される。そのためエレーナはタウンゼンド社に依頼して、不正の証拠を渡すためにカフェで新しいボスであるエドガー・ボスレーと会談を行った。サビーナはビルの屋上から観察し、ジェーンはカフェ店員に扮装していたが、謎の暗殺者に狙われ、ジェーンとボスレー、エレーナは車で逃げたが、川に車ごと落とされ、ボスレーは死に、証拠のUSBメモリは川でなくしてしまう。新しいボスのレベッカ・ボスレーの下で2人は働く事となった。

## キャスト
※括弧内は日本語吹替
- サビーナ・ウィルソン: クリステン・スチュワート（木下紗華）
- エレーナ・ハフリン: ナオミ・スコット（濱口綾乃）
- ジェーン・カノ: エラ・バリンスカ（清水はる香）
- レベッカ・ボスレー: エリザベス・バンクス（魏涼子）
- ジョン・ボスレー: パトリック・スチュワート（麦人）
- エドガー・ボスレー: ジャイモン・フンスー（江原正士）
- アレクサンダー・ブロック: サム・クラフリン[6]（前野智昭）
- ホダック: ジョナサン・タッカー[6]
- ピーター・フレミング: ナット・ファクソン（ボルケーノ太田）
- ジョニー・スミス: クリス・パン（英語版）（田中進太郎）
- 聖人: ルイス・ヘラルド・メンデス（英語版）（瀧村直樹）
- ラングストン: ノア・センティネオ（新祐樹）
- チャーリー（声）: ロバート・クロットワーシー（英語版）（平林剛）
- ケリー・ギャレット: ジャクリーン・スミス
- ドライビング・インストラクター: ダニカ・パトリック
- ファイト・インストラクター: ロンダ・ラウジー
- ボム・インストラクター: ラバーン・コックス（今井詩子）
- エンジェル候補生: ヘイリー・スタインフェルド、リリ・ラインハート、アリー・レイズマン（英語版）、クロエ・キム
- サブリナ・ダンカン: ケイト・ジャクソン（写真）
- ジル・マンロー: ファラ・フォーセット（写真）
- クリス・マンロー: シェリル・ラッド（写真）
- ナタリー・クック: キャメロン・ディアス（写真）
- ディラン・サンダース: ドリュー・バリモア（写真）
- アレックス・マンディ: ルーシー・リュー（写真）

## 製作
2015年9月15日、ソニー・ピクチャーズ エンタテインメントは『チャーリーズ・エンジェル』シリーズをリブートし、エリザベス・バンクスと監督交渉中であることを報じた。バンクスは自身の製作会社のブラウンストーン・プロダクションズのパートナーのマックス・ハンデルマンと共にプロデューサーも兼任する。2015年12月16日、ソニーが脚本家としてエヴァン・スピリオトポウロスを雇ったことが報じられた。
2018年7月、クリステン・スチュワート、ナオミ・スコット、エラ・バリンスカが主演役となる先頭チームの3人組を演じ、またバンクスが複数名登場するとされる「ボスレー」のうち1人を務めることが発表された。また2.0エンターテインメントのダグ・ベルグラッドがプロデューサー陣に加わり、バンクスとジェイ・バスがクレイグ・メイジンとセミ・チェラスによる草案をもとに脚本を執筆した。9月、パトリック・スチュワートが第2のボスレー役にキャスティングされた。同月、ルイス・ヘラルド・メンデスとジョナサン・タッカーが加わり、さらにジャイモン・フンスーが第3のボスレー役でキャスティングされた。2018年10月、サム・クラフリン、ノア・センティネオ、クリス・パン、ナット・ファクソンがさらにキャストに加わった。
主要撮影は2018年9月24日より始まった。2018年10月2日から7日にかけてはドイツ・ハンブルクのエルプフィルハーモニー・ハンブルクで撮影が行われた。2018年12月初頭はトルコ・イスタンブールのスパイス・バザール、ヴェリエフェンディ競馬場、スルタンアフメットで撮影が行われた。撮影は2018年12月9日に完了した。
2019年4月、新たな映画はシリーズ既作のリブートやリメイクの類いではなく、オリジナルのテレビシリーズやマックGが監督した2000年代の映画の出来事を踏まえた続編であることが明らかとなった。また映画の公式サイトで以前の作品でプロデューサーを務め、ディラン・サンダースを演じたドリュー・バリモアがエグゼクティブ・プロデューサーを務めることが明らかとなり、さらにオリジナルのテレビシリーズと以前の映画のプロデューサーのレナード・ゴールドバーグの続投も確認された。

## 音楽
2019年5月、ブライアン・タイラーが音楽を作曲することが発表された。2019年6月、歌手のラナ・デル・レイ、マイリー・サイラス、アリアナ・グランデが映画のタイトル曲でありサウンドトラックのリードシングルとなる Don't Call Me Angelでコラボレーションすることが報じられた。グランデはサヴァン・コテチャ、イリア、マックス・マーティンと共にサウンドトラックの共同エグゼクティブ・プロデューサーも務める。

## 公開
2019年11月15日、北アメリカにてソニー・ピクチャーズ・リリーシングによる配給で公開。全米3452スクリーンで公開され、週末興行収入は860万ドルの３位デビューとなった。
全世界では、11月13日にインドネシアやフィリピンで公開されたのを皮切りに、11月14日に中国、マレーシア、ブラジル、シンガポール、ロシア、11月15日にオーストラリア、11月28日にタイ、12月5日にスペイン、12月25日にフランス、2020年1月1日にメキシコ、1月2日にドイツ、1月10日にオランダで公開されている。日本では2020年2月21日に公開された。
2020年2月16日時点で、北アメリカで1780万ドル、その他の地域で5,320万ドル、全世界で7,100万ドルの興行収入を記録している。

### マーケティング
最初の公式予告編は2019年6月27日に公開された。

## 作品の評価
Rotten Tomatoesによれば、批評家の一致した見解は「真面目でエネルギッシュ、少しばかりムラがあるものの、エリザベス・バンクスの扇情的な『チャーリーズ・エンジェル』は、3人の主演による楽しい演技でシリーズに新たなスタイルを加えている。」であり、227件の評論のうち高評価は52%にあたる119件で、平均して10点満点中5.37点を得ている。
Metacriticによれば、41件の評論のうち、高評価は18件、賛否混在は20件、低評価は3件で、100点満点中52点を得ている。